# Srčani stimulatori
Srčani stimulatori su lijekovi koji potiču rad srca, povećavajući srčani minutni volumen. U srčane stimulatore ne spadaju srčani glikozidi - za razliku od njih srčani stimulatori se koriste u hitnim stanjima kad je neophodno što brže potaći srce na rad. Primjer takvog stanja jest kardiogeni šok. Srčani stimulatori su adrenalin, dopamin i dobutamin. Oni spadaju u izravne simpatomimetike. 

## Djelovanje
Vežu se na adrenergičke receptore i to alfa-1, alfa-2, beta-1 i beta-2 receptore. Dakako, najvažniji i bazni simpatomimetik jest adrenalin i on podražuje sve vrste adrenergičkih receptora. Dopamin se, pak veže, na beta-1 i nešto malo na alfa receptore, a dobutamin uglavnom na beta-1 receptore. Svi simpatomimetici, pa tako i adrenalin, dopamin i dobutamin imaju kongeneričnu strukturu. 
Srčani stimulatori pojačavaju rad srca, pojavljuje se ubrzanje rada srca, i povećava se srčani minutni volumen. Povećanje srčanog minutnog volumena događa se iz dva razloga: prvo, srčani stimulatori djeluju pozitivno inotropno pa se srce kontrahira s većom snagom, a drugo, pojačava se frekvencija rada srca. Ukupno, dolazi do povećanja srčanog minutnog volumena. Osim toga dolazi do povećanja protoka krvi kroz bubrege. Dobar srčani stimulator nastoji očuvati protok krvi kroz vitalne organe, a protok krvi kroz nevitalne organe ograničiti. Najbolje toj ulozi odgovara dobutamin, nešto manje dopamin, a najmanje adrenalin.
Infuzijom srčanih stimulatora u stanju kardiogenog šoka nastoji se potaknuti rad srca i preusmjeriti krvotok prema vitalnim organima, pogotovo u stanjima kada je poticanje rada srca neophodno kako bi se pacijent izvukao iz stanja smrtne opasnosti. 

## Vanjske poveznice
- www.anestezija.org  Arhivirana inačica izvorne stranice od 1. lipnja 2007. (Wayback Machine)